# Kregg Lumpkin
Kregg Lumpkin (Albany, 15 maggio 1984) è un giocatore di football americano statunitense che gioca nel ruolo di running back per i New York Giants della National Football League. Fu firmato dai Green Bay Packers come free agent nel Draft NFL 2008 e prima dei Seahawks ha giocato anche nei Tampa Bay Buccaneers. Al college giocò a football a Georgia.

## Carriera professionistica

### Green Bay Packers
Lumpkin fu firmato dai Green Bay Packers come free agent non scelto dopo il Draft 2008. Dopo un grande training camp fu inserito nel roster della stagione regolare ma fu messo in lista infortunati l'11 ottobre. Il 5 settembre 2009 fu svincolato dopo i tagli finali ma rifirmato per la squadra di allenamento il giorno seguente. L'11 gennaio 2010 firmò un contratto come riserva per il futuro. Fu svincolato definitivamente dai Packers il 4 settembre 2010

### Tampa Bay Buccaneers
Il 5 settembre 2010, Lumpkin fu firmato dai Tampa Bay Buccaneers. Con essi trovò più spazio tanto che nel 2010 giocò 11 partite (nessuna da titolare) mentre nel 2011 giocò tutte e 16 le gare della stagione regolare pur senza scendere in campo come titolare correndo 105 yard su 31 tentativi.

### Seattle Seahawks
Lumpkin fu messo sotto contratto dai Seattle Seahawks il 23 marzo 2012. Il 18 settembre fu svincolato.

### New York Giants
Il 27 novembre 2012, Kregg firmò coi Giants con cui nella stagione 2012 disputò 5 partite correndo 42 yard.

## Vittorie e premi
Nessuno

## Statistiche
| Partite totali             | 44  |
| Partite totali da titolare | 0   |
| Yard su corsa              | 166 |
| Touchdown su corsa         | 0   |